# 东赵站
东赵站位于山西省晋中市榆次区东赵乡，石太铁路，始建于1907年，距离太原站42公里，距离石家庄站189公里，隶属于太原铁路局，现为四等站。